# Ministerio de Cultura y Deportes (Guatemala)
El Ministerio de Cultura y Deportes (MCD) es el encargado de atender lo relativo al régimen jurídico aplicable a la conservación y desarrollo de la cultura guatemalteca, y el cuidado de la autenticidad de sus diversas manifestaciones; la protección de los monumentos nacionales y de los edificios, instituciones y áreas de interés histórico o cultural y el impulso de la recreación y del deporte no federado ni escolar.

## Fundación
El Ministerio de Cultura y Deportes fue fundado en 1986, siendo su fundador, el reconocido artista Guatemalteco Elmar Rojas, durante la administración del entonces elegido presidente Vinicio Cerezo. La misión de la creación del ministerio fue el fortalecimiento de la identidad de Guatemala, fomentando la poli-cultura del país, mediante la protección, promoción y divulgación de valores artísticos, culturales y sociales de Guatemala.
Con la creación del Ministerio de Cultura y Deportes de Guatemala, se transfirieron ocho dependencias que correspondían al Ministerio de Educación, entre estas el Instituto de Antropología e Historia y los Museos Oficiales de Guatemala, constituyendo así un muy importante acontecimiento de la historia del país, sentando bases en una infraestructura desarrollada por grupos artísticos oficiales, por medio de la Dirección General de Bellas Artes.

## Funciones
Dentro de las funciones establecidas en el artículo 31 de la Ley del Organismo Ejecutivo, tenemos las siguientes:
1. Formular, ejecutar y administrar descentralizadamente la política de fomento, promoción y extensión cultural y artística, de conformidad con la ley.
2. Formular, ejecutar y administrar descentralizadamente la política de preservación y mantenimiento del patrimonio cultural de la Nación, de conformidad con la ley.
3. Administrar descentralizadamente o contratar la operación de los medios de comunicación oficiales de radio y televisión.
4. Promover y difundir la identidad cultural y valores cívicos de la Nación en el marco de su carácter pluriétnico y multicultural que los caracteriza.
5. Crear y participar en la administración de los mecanismos financieros adecuados para el fomento, promoción y extensión cultural y artística.
6. Propiciar la repatriación y la restitución del Estado de los bienes culturales de la Nación, sustraídos o exportados ilícitamente.
7. Impulsar de forma descentralizada la recreación y el deporte no federado y no escolar.

## del ministerio de cultura y deporte.
El Ministerio de Cultura y Deportes de Guatemala se organiza así:
Despacho Ministerial
- Ministro de Cultura y Deportes
  - Viceministro de Cultura
  - Viceministro de Patrimonio Cultural y Natural
  - Viceministro del Deporte y la Recreación